# Кокер, Эдвард
Эдвард Кокер (англ. Edward Cocker, 1631 — 22 августа 1676 года) — английский гравёр. Также преподавал письмо и арифметику. Автор учебника «Арифметика» (англ. Cocker’s Arithmetick), который был широко распространён в Великобритании в XVII—XVIII веках и переиздавался более 100 раз.
В английском языке с Кокером связано выражение according to Cocker — «как по Кокеру», «в соответствии с Кокером», то есть «правильно», «точно», «по всем правилам».